# Charles Dvorak
Charles Dvorak (Chicago, 27 de noviembre de 1878 - Seattle, 18 de diciembre de 1969) fue un atleta estadounidense, ganador de la competición en el salto con pértiga en los Juegos Olímpicos de San Luis 1904, obteniendo así la medalla de oro.